# Okajama (město)
Okajama (japonsky: 岡山市; Okajama-ši) je hlavní město prefektury Okajama v regionu Čúgoku v Japonsku.
Podle odhadu z roku 2003 mělo město 633 705 obyvatel a hustotu osídlení 1 234,62 ob./km². Celková rozloha města je 513,28 km².
Moderní město Okajama bylo založeno 1. června 1889.
Ve městě se nachází slavná zahrada Kóraku-en považovaná za jednu ze „Tří nejkrásnějších zahrad Japonska“ a černý hrad Okajama zničený během druhé světové války a obnovený v 60. letech 20. století.
Klima Okajamy je sušší než v ostatních částech Japonska. Je proto v Japonsku známé jako "slunečné město." Na evropské poměry je nicméně stále ještě vlhké, průměrný roční srážkový úhrn činí 1159 mm.
Hlavním letiště pro Okajamu je letiště Okajama ležící přibližně dvanáct kilometrů severozápadně od centra města.

## Partnerská města
- San José, USA (1957)
- San José, Kostarika (1969)
- Plovdiv, Bulharsko (1972)
- Chsinčchu, Tchaj-wan (2003)